# شبل میانه
شبل میانه (به عربی: شبیلی الوسطی) یک منطقهٔ مسکونی در سومالی است که در سومالی واقع شده‌است.